# Hyllus bengalensis
Hyllus bengalensis är en spindelart som först beskrevs av Benoy Krishna Tikader 1977.  Hyllus bengalensis ingår i släktet Hyllus och familjen hoppspindlar. Inga underarter finns listade i Catalogue of Life.